# Lars Kober
Lars Kober, född den 19 oktober 1976 i Berlin, Tyskland, är en tysk kanotist.
Han tog OS-brons på C-2 1000 meter i samband med de olympiska kanottävlingarna 2000 i Sydney.